# هيكارو أسامي
هيكارو أسامي (باليابانية: 朝海ひかる؛ بالكانا: あさみ ひかる) هي ممثلة يابانية، ولدت في 24 يناير 1972 في سنداي في اليابان.